# 竹内麻耶
竹内 麻耶（たけうち まや）は、日本のAV女優。

## 略歴・人物
2017年7月、マドンナの専属女優としてAVデビュー。
趣味・特技はジム通い、ネイル。

## 出演作品

### アダルトDVD
2017年
- 初撮り本物人妻 AV出演ドキュメント 白金台で働く8頭身ネイリスト 竹内麻耶 33歳 AVデビュー!!（7月25日、マドンナ）
- 膣奥の向こう側 夫では味わえない三本番（8月25日、マドンナ）
- 義姉さんのピタパン尻がエロすぎて…。（9月25日、マドンナ）
- 綺麗な叔母さんが僕のアパートに泊まりに来て…（11月1日、マドンナ）
- 夫の遺影の前で犯されて、気が狂うほど絶頂した私。（12月7日、マドンナ）

2018年
- 「だ、駄目です…旦那さんが起きちゃいますっ!!」 デカ尻奥さんの声押し殺しスリリング騎乗位（1月1日、マドンナ）
- パイパン解禁!! 無毛痴態 〜夫には内緒の恥ずかしい躰〜（2月7日、マドンナ）
- 母子姦（3月1日、グローリークエスト）
- 母の親友（3月1日、ヴィーナス）
- 妻の昼顔が気になる夫が自宅に仕掛けたカメラには若い男を連れ込み何度もSEXしイキまくる妻の姿が…（3月2日、DOC）他出演:宝生リリー
- 友人の妻を隠し撮りして勝手に発売しちゃいました!!（3月8日、F&A）他出演:山井すず
- 妻にバレない様に密室で妻の妹と密着接吻性交（3月21日、ヒビノ）
- 素人妻AV出演ドキュメント Vol.6 〜お料理教室の先生〜（3月21日、F&A）※「まや」名義
- 夫の部下は別れた彼氏だった…。 快楽調教されてしまった私（3月25日、セレブの友）
- 定年退職してヒマになったドスケベ義父の嫁いぢり（4月1日、ヴィーナス）
- 完全盗撮 同じアパートに住む美人妻2人と仲良くなって部屋に連れ込んでめちゃくちゃセックスした件。 其の20（4月1日、変態紳士倶楽部）他出演:加藤あやの
- 五●田にある美人揃いで有名なイメクラに盗撮メガネをかけて潜入。手コキだけのお店のはずなのにフェラやパイズリまでしてもらえた理由 4（4月1日、変態紳士倶楽部）他出演:高嶋ゆいか、柏木あづさ、AIKA、仲間明日香、星空もあ、上原志織、二宮和香 ほか
- 僕のねとられ話しを聞いてほしい 僕のスマホ運転でケガをさせた交通事故の被害者様に寝盗られた妻（4月13日、JET映像）
- ノンストップ激イカせ腰ガクガクSEX!! 8（4月25日、セレブの友）
- 旦那の失敗を上司に肉体で清算させられ、前から狙われていた義父に極太でとどめを刺された高身長の若妻（4月26日、ヒビノ）
- 暇をもてあました人妻たちのお遊び（4月27日（レンタル）/5月2日（セル）、LEO）共演:君島みお
- 顔出し!美人妻限定 ザ・マジックミラー 清楚な奥様に白濁汁が溢れ出るまでイってもやめないデカチン追撃ピストン! 2 短小チ○ポの旦那とのマンネリ生活で刺激が欲しい欲求不満マ○コが連続本気イキ! 合計53回! in池袋（5月7日、ディープス）※「かずみ」名義　他出演:さおり、みほ、れいか、はるか、じゅんこ
- 美人モデル転落のザーメンぶっかけ生中出し調教（5月13日、セレブの友）
- 街角シロウトナンパ! vol.11 バイト女子ナンパ編（5月25日、プレステージ）※「のぞみ」名義　他出演:あい、ゆかり、なな、ちひろ
- 丸ごと! 竹内麻耶8時間 〜白金台で働く8頭身ネイリスト 全16本番SPECIAL〜（5月25日、マドンナ）※ベスト版
- 「絆を深めるには混浴が一番って知ってましたか?」 街で見かけた女上司と男部下が二人きりで初めての混浴体験! 人妻編!! 但し用意された水着は極小マイクロビキニのみ!場所はラブホのジャグジー! セックスレスの人妻上司は若き部下の勃起チ●ポをみたらどうなるの!?（5月25日、ナンパJAPAN）※「まり」名義　他出演:みほ、かすみ
- 人妻ナンパ自宅中出し×PRESTIGE PREMIUM 欲求不満な人妻4名in港区・新宿区 15（6月1日、プレステージ）※「まや」名義　他出演:藤崎、りん、吉岡
- M尻人妻 ドマゾな奥様のビッチな性欲（6月19日、ドグマ）
- 凌辱同窓会 かつての学校イチの美少女だった人妻は、輩(ヤカラ)同級生達の棲み家に誘い込まれた… 犯され、決して人に言えないような、恥辱に塗れた行為を録られ、抵抗できないまま骨の髄までしゃぶられてゆく…。（6月25日、オーロラプロジェクト・アネックス）
- ママ友ナンパ! 出産後旦那とはレス気味だけどまだまだやりたい盛りの若奥さんにガチ交渉しちゃいました 7（7月10日、ホットエンターテイメント）※「まい」名義　他出演:ほなみ、みな、りな、まき
- 美尻の嫁をワイセツ調教 息子の妻を言いなりに孕ませる変態義父（7月12日、センタービレッジ）
- 強制生中出しSEXで精液便所に堕とされた借金妻（7月13日、セレブの友）
- 喪服未亡人、夫の親戚に何度も中出しされて（7月26日、ヒビノ）
- 絶対に声を出してはいけない状況なのに、カチコチにおっ起ったチ●ポを見せつけられ羞恥心を煽られるが、逆に今までにない性癖が覚醒し、声を殺してイキ狂うドエロ妻っ!! 5（7月31日（レンタル）/8月10日（セル）、LEO）他出演:谷原希美、安西ひかり
- 週末金曜日の夜は気が緩む!? 「夫は飲み会ばかり･･･私だってハメを外したい」 今宵夫不在な仕事帰りの美人妻をお持ち帰り!（8月10日、ブリット）※「あや」名義　他出演:あかり、あやか、ゆま

#### 2019年
- 美しい妻を持つ夫の性の悩み ねとらせ（5月25日、ながえスタイル）[2]